# آلیشار، آذربایجان
الیسار، آذربایجان (به لاتین: Alışar, Azerbaijan) یک منطقهٔ مسکونی در جمهوری آذربایجان است که در شهرستان شرور واقع شده‌است.

## خصوصیات
الیسار ۵٬۰۷۷ نفر جمعیت دارد.